# Gabbaru

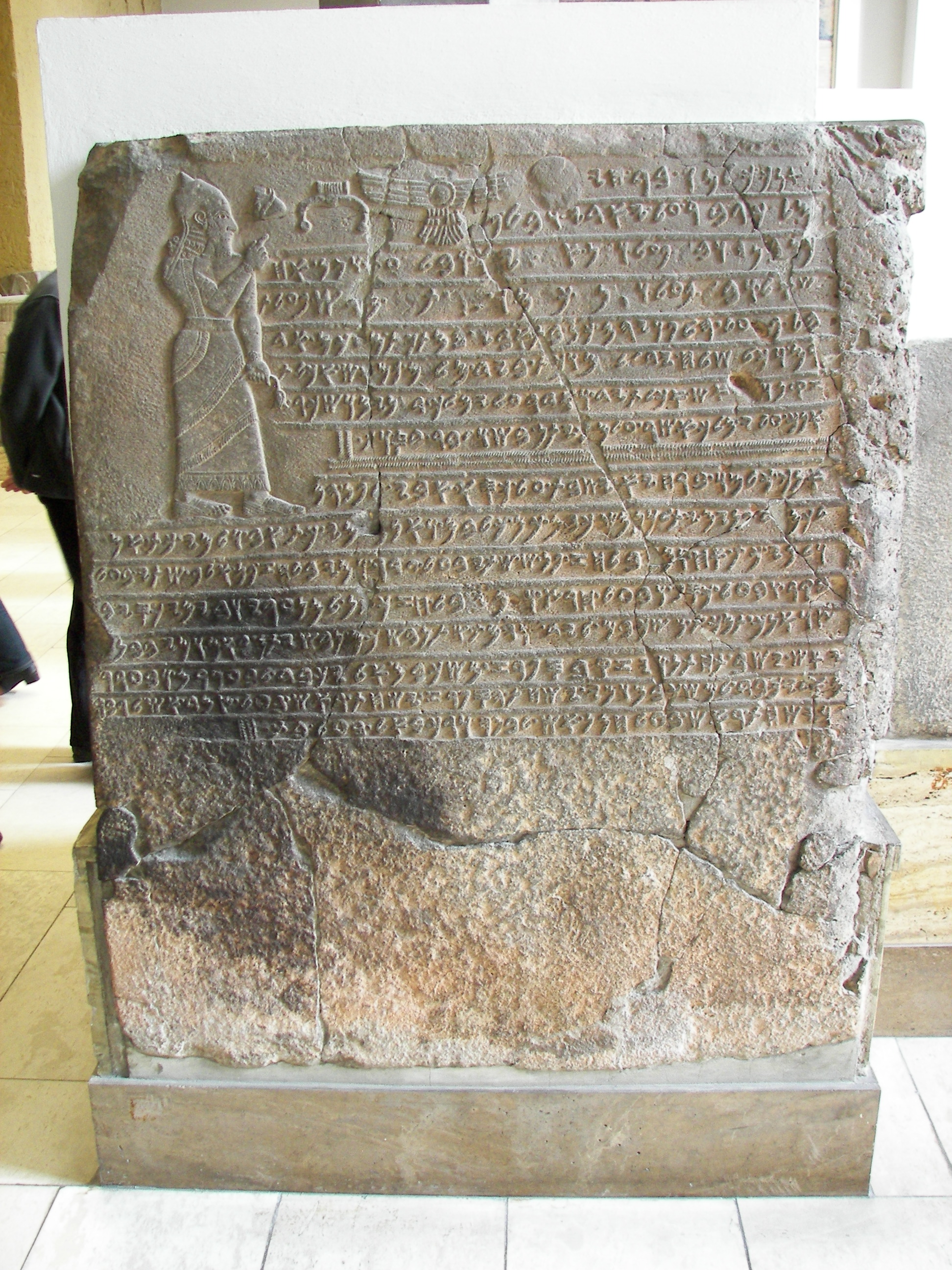
Kilamuwa-Stele mit der Erwähnung Gabbarus

Gabbaru war Gründer der Dynastie von Samʼal und müsste demnach im ausgehenden 10. Jahrhundert v. Chr. gelebt haben. Er selbst hat keine bekannten Schriftzeugnisse hinterlassen, jedoch wird er in einer späteren Inschrift seines Nachfahren Kilamuwa erwähnt.